# Skobelka, Horohiv
Skobelka (în ucraineană Скобелка) este localitatea de reședință a comunei Skobelka din raionul Horohiv, regiunea Volînia, Ucraina.

## Demografie
Componența lingvistică a localității Skobelka
     Ucraineană (98,88%)
     Alte limbi (0,81%)
Conform recensământului din 2001, majoritatea populației localității Skobelka era vorbitoare de ucraineană (98,88%), existând în minoritate și vorbitori de alte limbi.